# Ibrahim Muçaj
Ibrahim Muçaj (Vlorë, 8 de desembre de 1944 - Tirana, 5 de gener de 2010) va ser un director de cinema albanès. El seu treball més conegut fou Apasionata el 1983 amb Kristaq Mitro.

## Biografia
El 1968 es va graduar en actuació de l'Institut de les Arts de Tirana. Després de graduar-se, va treballar com a ajudant de direcció. Va aparèixer per primera vegada al plató com a assistent de Viktor Gjika a la pel·lícula I teti në bronx. També va col·laborar amb Hysen Hakani, Piro Milkani i Kristaq Dhamo. El 1971, va començar a fer documentals pel seu compte: el seu debut va ser e ldocumental Kënga e re. El seu primer llargmetratge va ser Dimri i fundit, rodat l'any 1975, pel qual va rebre un premi al 2n Festival de Cinema Albanès. Ha realitzat un total de 8 documentals i 10 llargmetratges. Els llargmetratges es van realitzar en un duet de directors amb Kristaq Mitro, i el seu fill Irvin el va ajudar en la producció de documentals. El 1995-1997 va dirigir l'estudi de cinema ALBAFILM.
Per la seva activitat artística, l'any 1987 se li va concedir el títol d'Artista Meritori (Alb. Artista i Merituar). Va morir d'un atac de cor al seu propi apartament.

## Llargmetratges
- 1975: Dimri i fundit
- 1976: Tokë e përgjakur
- 1978: Nusja dhe shtetërrethimi
- 1979: Liri a vdekje
- 1981: Në prag të lirisë
- 1982: Njeriu i mirë
- 1983: Apasionata
- 1984: Duaje emrin tënd
- 1985: Enveri ynë
- 1987: Telefoni i një mëngjesi
- 1990: Një djalë edhe një vajzë
- 2003: Një ditë e mrekullueshme

## Documentals
- 1971: Kënga e re
- 1971: Në gjurmët e novatorëve
- 1973: Miniera e Çervenakës
- 1974: Jeta e një përmendoreje
- 1974: Lufta për bukën
- 1998: Një tokë, që lundron
- 2000: Dëshpërimisht